# Desire (Bob Dylan-album)
 For alternative betydninger, se Desire. (Se også artikler, som begynder med Desire)
Desire er Bob Dylans syttende studiealbum. Albummet blev udgivet den 5. januar 1976 på Columbia Records.
Det er et af de Dylan-album, hvorpå der medvirker flest forskellige musikere, herunder de musikere, der medvirkede ved Dylans turné i 1975 Rolling Thunder Revue (optagelserne fra turnéen er siden udgivet på The Bootleg Series Vol. 5). På flere af sangene medvirkede Emmylou Harris og Ronee Blakley på vokal og kor. Flere af sangene var skrevet sammen med Jacques Levy og består af forholdsvis lange sange med indbyggede fortællinger, herunder to, der hurtigt blev kontroversielle: den mere end 11 minutter lange "Joey", der af flere blev anset af glorificere gangsteren "Crazy Joey" Gallo, og  "Hurricane", der fortæller en passioneret historie om bokseren Rubin "Hurricane" Carter, der blev dømt og fængslet for et drab, som han først i 1985 blev frikendt for at have begået. 
Albummet efterfulgte det succesfulde Blood on the Tracks og modtog overvejende positive anmeldelser. Desire blev nr. 1 på Billboard 200-hitlisten i fem uger, og blev således et af Dylans bedst sælgende album. Albummet blev nr. 3 i Storbritannien. Albummet blev af New Musical Express kåret til "årets album" og er af Rolling Stone placeret som nr. 174 på listen over Verdens 500 bedste album.

## Trackliste
Sangene er skrevet af Bob Dylan og Jacques Levy med mindre andet er angivet.
Side et
1. "Hurricane" - 8:33
2. "Isis" - 6:58
3. "Mozambique" - 3:00
4. "One More Cup of Coffee (Valley Below)" (Bob Dylan) - 3:43
5. "Oh, Sister" - 4:05

Side to
1. "Joey" - 11:05
2. "Romance in Durango" - 5:50
3. "Black Diamond Bay" - 7:30
4. "Sara" (Bob Dylan) – 5:29

## Medvirkende
- Bob Dylan – sang, rytmeguitar mundharpe; piano på "Isis"

- Vincent Bell – bouzouki
- Ronee Blakley – kor på "Hurricane"
- Dominic Cortese – accordion, mandolin
- Emmylou Harris – kor
- Scarlet Rivera – violin
- Luther Rix – congas på "Hurricane"
- Steven Soles – kor på "Hurricane"
- Rob Stoner – El-bas, kor
- Howard Wyeth – trommer, piano

## Ekstern links
- Desire på Dylans officielle hjemmeside Arkiveret 16. juni 2014 hos  Wayback Machine med tekster og uddrag af albummet